# Biserica Adormirea Maicii Domnului din Sadu
Biserica Adormirea Maicii Domnului din Sadu este un ansamblu de monumente istorice aflat pe teritoriul satului Sadu, comuna Sadu. În Repertoriul Arheologic Național, monumentul apare cu codul 145480.02.02.
Ansamblul este format din două monumente:
- Biserica „Adormirea Maicii Domnului” (cod LMI SB-II-m-A-12531.01)
- Poartă (cod LMI SB-II-m-A-12531.02)

## Istoric și trăsături
Din punct de vedere tipologic este o biserică-sală, cu turn-clopotniță peste pridvor.
Biserica a fost construită în mai multe etape, ultima la începutul secolului al XVIII-lea, fapt confirmat de detaliile arhitecturale interioare și exterioare, de fragmentele de frescă din secolul al XVI-lea și al XVII-lea.
Fresca cea mai veche este prezentă pe calota sferică și pereții de nord și sud ai spațiului central și arată că acela a fost naosul originar. Bolta care precede absida altarului este tipică arhitecturii de factură barocă, altă dovadă a faptului că spațiul navei a fost extins către est.
Incinta veche este demarcată cu un zid de piatră din secolul al XVIII-lea.

## Imagini

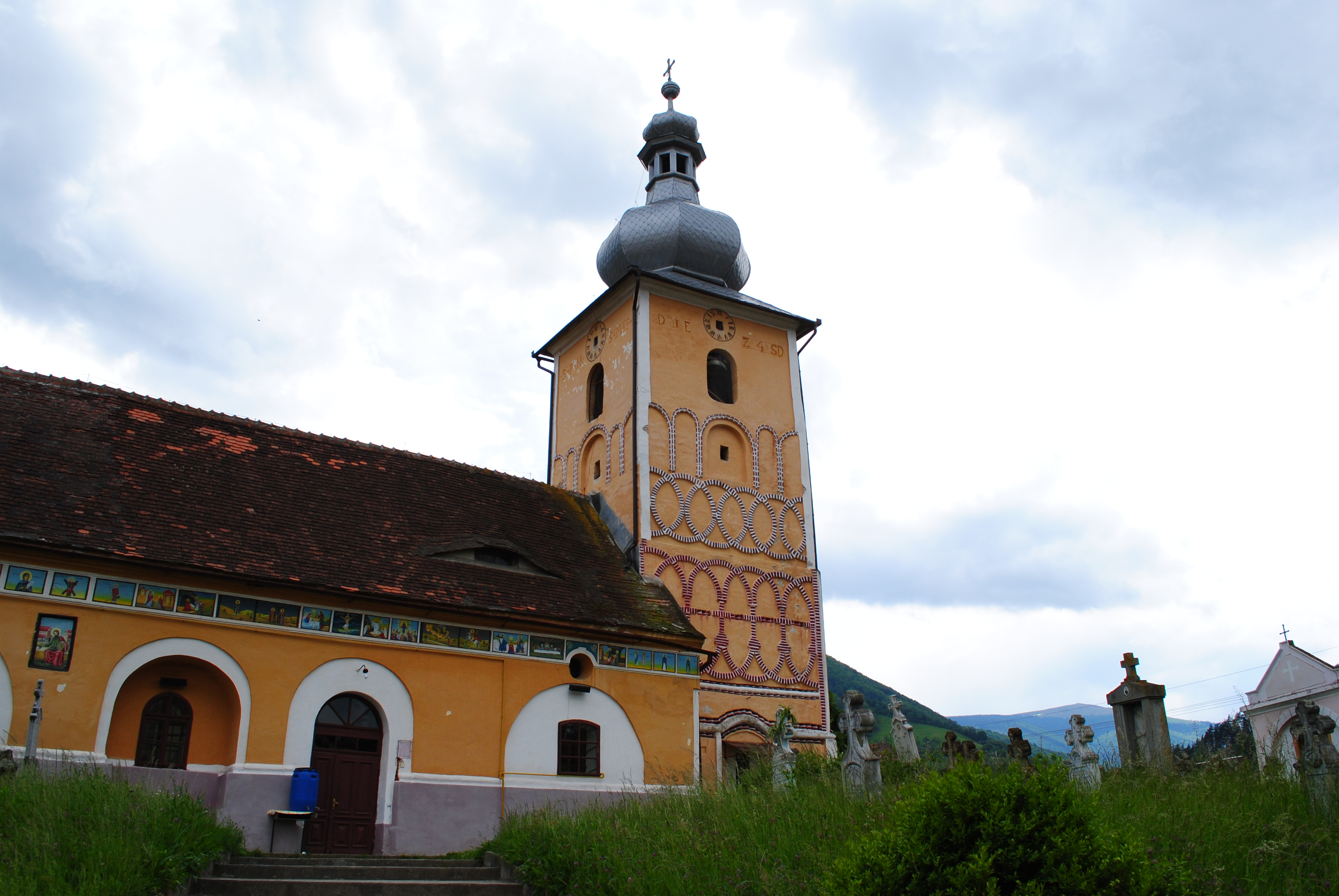
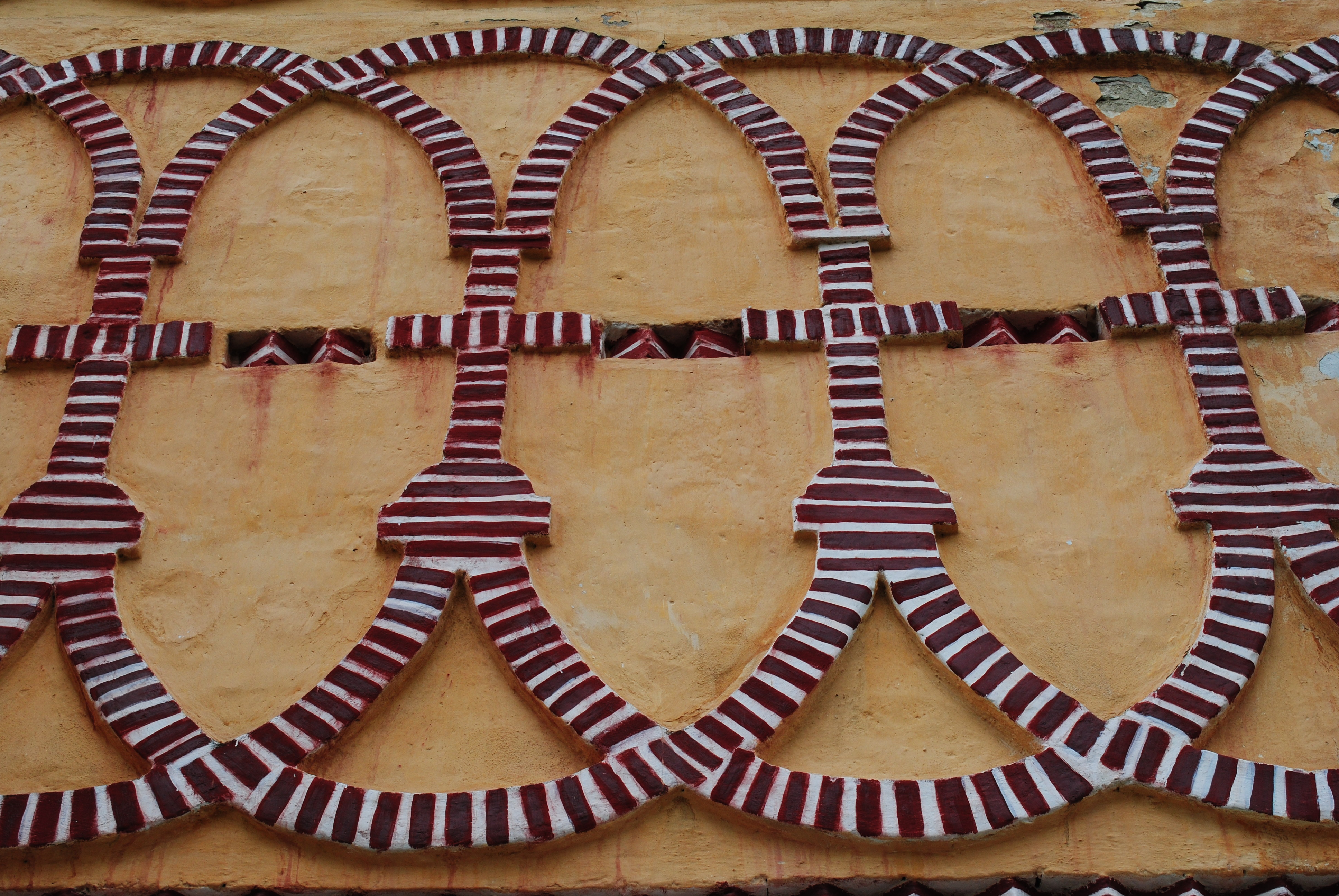
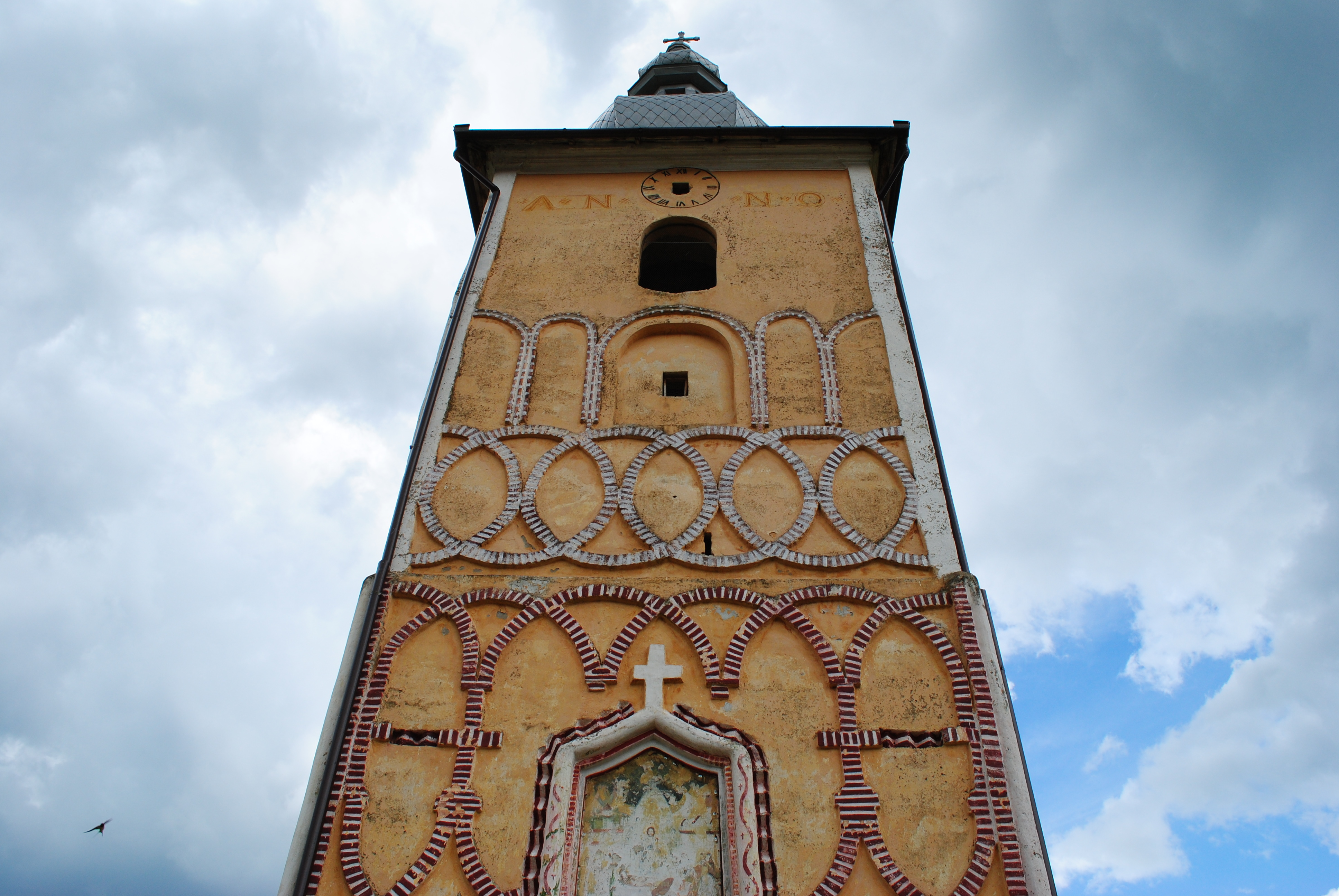
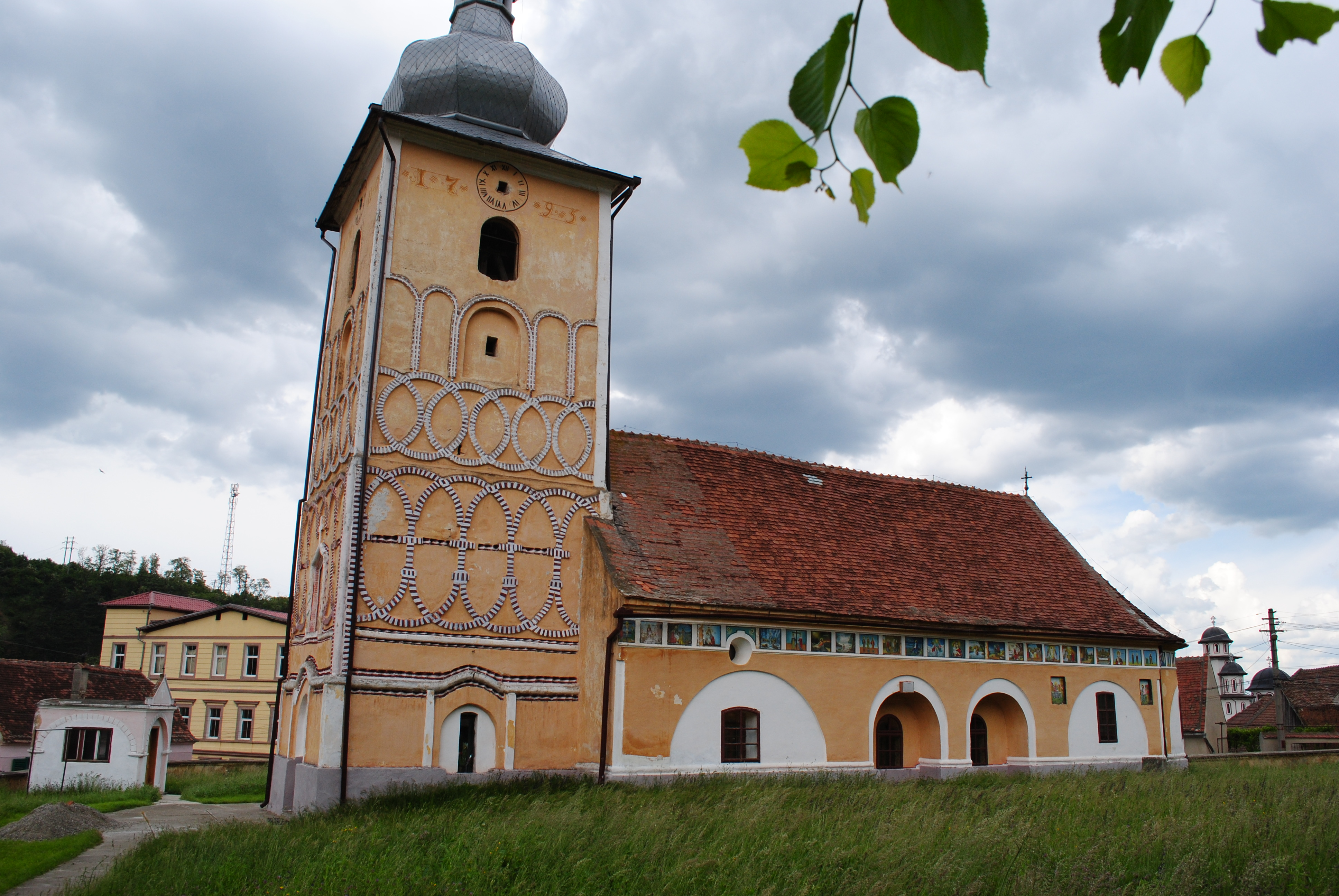